# Medikalisierungsthese
Die Medikalisierungsthese oder auch Expansionsthese besagt, dass die gewonnenen Lebensjahre durch die steigende Lebenserwartung überwiegend in Krankheit verbracht werden. Damit steht sie im Gegensatz zur Kompressionsthese.

## Begriffserläuterung und Abgrenzung
Die Begrifflichkeit der Expansionsthese ("expansion of morbidity") geht zurück auf die Arbeiten von Ernest M. Gruenberg, welcher 1977 die Auswirkungen des technologischen Fortschritts auf eine Reihe von chronischen Krankheiten untersuchte.
Gruenberg konstatierte:

“[…] It is obvious that, with increasing duration, we would expect the proportion of the population in any given age group suffering from these conditions to rise. And, in fact, as the result of advances in medical care, we are seeing a rising prevalence of certain chronic conditions which previously led to early terminal infections, but whose victims now suffer from them for a longer period. The goal of medical research work is to “diminish disease and enrich life” (Gregg, 1941), but it produced tools which prolong diseased, diminished lives and so increase the proportion of people who have a disabling or chronic disease. […]”

„Es liegt auf der Hand, dass mit zunehmender Lebenserwartung zu erwarten ist, dass der Anteil der Bevölkerung in einer bestimmten Altersgruppe, der unter diesen Bedingungen (Anm.: gemeint sind: chronische Krankheiten) leidet, steigen wird. Und in der Tat beobachten wir als Folge des technologischen Fortschritts in der medizinischen Versorgung eine steigende Prävalenz bestimmter chronischer Erkrankungen, die früher zu früh terminalen Infektionen führten, deren Opfer nun aber über einen längeren Zeitraum daran leiden. Das Ziel der medizinischen Forschungsarbeit ist es, "Krankheiten zu vermindern und das Leben zu bereichern" (Gregg, 1941), aber sie hat Werkzeuge hervorgebracht, die krankhaftes, beeinträchtigtes Leben verlängern und so den Anteil der Menschen mit einer behindernden oder chronischen Krankheit erhöhen.“

## Hintergrund
Der technologische Fortschritt führt grundsätzlich zu einer steigenden Lebenserwartung in der Bevölkerung. In der Diskussion ist jedoch, inwieweit der technologische Fortschritt auch zu einer steigenden Gesundheitserwartung führt.
Fraglich ist, ob mit steigender Lebenserwartung die gewonnenen Lebensjahre Krankheitszeiten im hohen Lebensalter lediglich nach hinten verschieben oder ob die gewonnene Lebenszeit vermehrt in Krankheit verbracht wird.
Ernest Gruenberg beschrieb in seiner Arbeit "Failures of Success" früh die Gefahr, wenn sich im Zuge des Anstiegs der Lebenserwartung lediglich die chronisch kranke Lebenszeit verlängert. In seinen Untersuchungen führte er als Beispiel die Erfolge bei der Behandlung der Lungenentzündung mit Sulfonamiden (1935) und Penicillin (1941) an, wodurch die Sterblichkeit in den USA zwischen 1930 und 1945 von 65 auf 20 Personen pro 100.000 sank. Die neuen Therapien halfen insbesondere Menschen mit chronischen Erkrankungen und Behinderungen. Hieraus resultierte ein Anstieg der Prävalenz chronischer Erkrankungen. Wenn eine steigende Lebenserwartung gleichzeitig mit einer gleichbleibenden Inzidenz bei chronischen Krankheiten einherginge, müssten die Gesundheitssysteme sukzessive mehr chronisch Kranke versorgen.

## Sisyphus-Syndrom

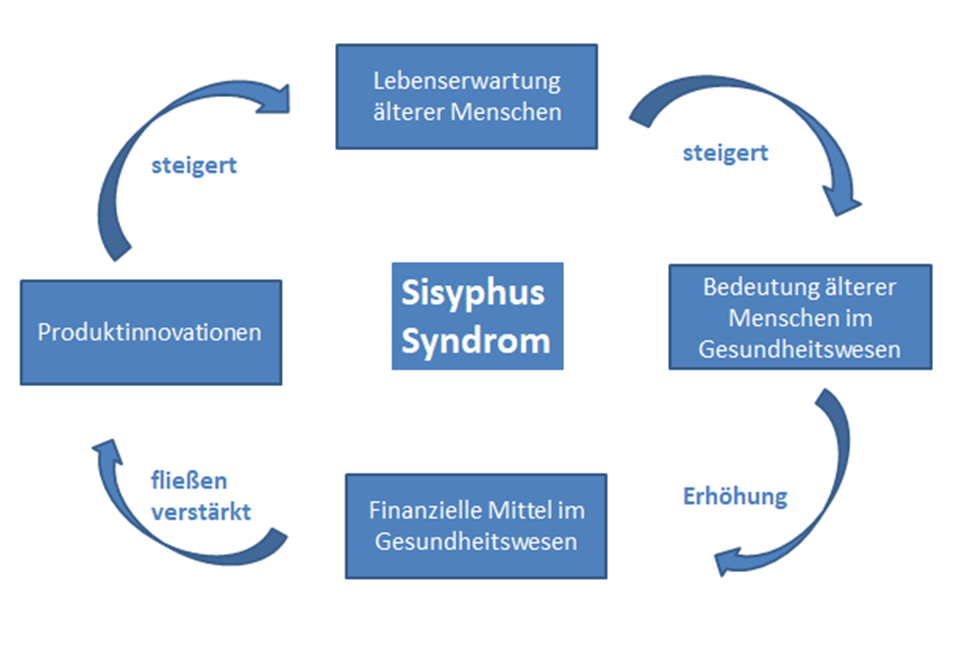
Sisyphus Syndrom

Breyer, Zweifel, Kifmann beschreiben die sich alternde Gesellschaft und den fortschreitenden medizinische Fortschritt als sich gegenseitig verstärkende Faktoren. Der medizinische Fortschritt führt durch Produktinnovationen insbesondere zu einer steigenden Lebenserwartung bei Älteren. Dies führt zu einem steigenden Anteil von Älteren an der Gesamtbevölkerung und die Bedeutung von Älteren für das Gesundheitswesen steigt. Zusätzliche finanzielle Mittel fließen in das Gesundheitssystem, wovon ein Großteil in Produktinnovationen landet.
Dies führt zu einem hypertrophen Wachstum der Gesundheitskosten im Verhältnis zum Haushaltsbudget. Dies benennen Breyer, Zweifel, Kifmann als Sisyphus-Syndrom.

## Diskussion und Kritik
Gruenbergs These wurde zwischenzeitlich vielfach untersucht. Die überwiegende Anzahl an Forschungsarbeiten widerlegt dabei die Mortalitätsthese und bestätigt die Kompressionsthese. Sprich: Die Forschungsergebnisse sprechen (Stand: 2012) dafür, dass eine steigende Lebenserwartung auch mit einer steigenden Gesundheitserwartung einhergeht.
Die Medikalisierungsthese wird häufig dazu genutzt, auf eine drohende finanzielle Überforderung auf das Gesundheitssystem hinzuweisen. Wichtig ist die Analyse belastbarer Daten, um zu untersuchen, inwieweit eine steigende Lebenserwartung mit steigenden Gesundheitskosten korreliert.
Niehaus hat die Situation in Deutschland anhand von Gesundheitsausgaben der Gesetzlichen Krankenversicherung von 2001 bis 2009 untersucht, ob steigende Lebenserwartung mit steigenden Gesundheitskosten einhergeht. Die Gesundheitsausgaben stiegen im Untersuchungszeitraum in allen Lebensaltern im Zeitverlauf. Der prozentuale Anstieg war in den Lebensaltern bis 65 am höchsten (auch im Vergleich zu den Lebensaltern über 85 Jahren). Im Zeitverlauf wurden demnach immer mehr medizinische Leistungen erbracht und Medikamente gegeben. Niehaus schließt daraus, dass dies jedoch kein Zeichen dafür sei, dass immer mehr Lebenszeit in Krankheit verbracht wird, sondern dass die gewonnene beschwerdefreie Lebenszeit durch die umfangreiche medizinische Versorgung erzielt wird.